# Флорентин
Флорентин (болг. Флорентин) — село в Болгарии. Находится в Видинской области, входит в общину Ново-Село. Население составляет 415 человек.

## Политическая ситуация
В местном кметстве Флорентин, в состав которого входит Флорентин, должность кмета (старосты) исполняет Любка Георгиева Константинова (коалиция в составе 2 партий: Болгарская социалистическая партия (БСП), Земледельческий союз Александра Стамболийского (ЗСАС)) по результатам выборов правления кметства.
Кмет (мэр) общины Ново-Село — Георги Герасимов Стоенелов (независимый) по результатам выборов в правление общины.